# Sha Jahan
Sha Jahan I (1592-1666) fue el 5º emperador mogol de la India, hijo del emperador Jahangir y de su esposa Bibi Bilqis Makani (Jodh Bai), princesa rajput de Marwar (Jodhpur); de hecho su abuela paterna era también una princesa hindú rajput de Amber (Jaipur), por lo que el setenta y cinco por ciento de sus antepasados eran príncipes hindúes. Gobernó desde 1627 hasta 1658, cuando su hijo Aurangzeb lo depuso y lo confinó en el fuerte de Agra.
Durante la mayor parte de su reinado, hasta 1648, su capital fue Agra. Pero después se mudó a Delhi, cuando efectuó la reconstrucción del Shahjahanabad, el fuerte de Delhi, otra de sus grandes obras. Pero por lo que más se le recuerda es por mandar labrar el Trono del Pavo Real y, especialmente por levantar el célebre Taj Mahal. Otras de sus obras fueron: la mezquita de los Viernes de Delhi, los jardines de Shalimar en Lahore, la mezquita que lleva su nombre en Sind y la tumba de su hija favorita Jahanara Begum, joyas únicas de la cultura mogol.

## Niñez, juventud y familia
Sha Jahan nació en enero de 1592 con el nombre de Khurram en la ciudad de Lahore, cuando aun reinaba su abuelo Akbar, a cuya esposa Ruqaiya Begum, princesa mogola prima hermana de su esposo, se le encargó el cuidado del niño, aunque se sabe poco de su vida en el harén. De cualquier forma debe tenerse en cuenta que su padre Jahangir logró el trono 1605, a la muerte de Akbar, en parte apoyado por las mujeres del harén: las viudas de Akbar, Ruqaiya y Salima, y su abuela Hamida, madre de Akbar.
En 1607, a los quince años fue prometido a la futura Mumtaz Mahal, hija de Asaf Khan y sobrina de la esposa favorita de su padre, Nur Jahan, quien con este matrimonio esperaba hacerse con la lealtad del príncipe Khurram, que poco después fue designado heredero del Imperio; sin embargo el casamiento no se realizó hasta 1612. Durante el reinado de Jahangir Nur Jahan se convertirá en el poder detrás del trono y los cargos y fortuna que había conseguido para su padre y hermano fueron objeto de fuertes críticas entre la nobleza cortesana.
Según la costumbre Khurram fue tomando otras esposas, primero una princesa persa safávida, Kandahari Begum; luego de la boda con Mumtaz Mahal, casó con otra noble musulmana, Izz un-Nisa Begum, y finalmente parece haber contraído matrimonio con alguna princesa rajput pero no hay datos seguros al respecto. De hecho es importante subrayar que Mumtaz Mahal (1593- 1631) fue la madre de todos sus hijos e hijas históricamente destacados y sin duda su esposa favorita.
En 1615 Khurram encabezó el ejército mogol en una campaña contra el levantisco Raja Amar de Mewar, del clan rajput de Sisodia, y logró una destacada victoria. Amar es considerado el último Marajá libre de Mewar y el día siguiente a la derrota se suicidó dejando la pretensión al trono a su hijo Karan. Entre los hindúes corrió la voz de que Khurram estaba maldito por haber empujado al suicidio quien era un pariente político, pues por sus venas corría abundante sangre rajput. A poco de la victoria el Emperador Jahangir otorgó a Khurram el título de Sha Jahan y lo elevó al rango más alto de la nobleza del reino.
Nur Jahan, su madrastra, va a cometer un paso en falso en 1620, cuando propicia el casamiento de su propia hija de un matrimonio previo al imperial con Shahryar, el más joven de los hermanastros de Kurru. Se atribuye en parte a esta boda el que Kurru se rebele contra su padre en 1622, temiendo ser desplazado de la primogenitura, que por otra parte distaba de ser una costumbre komola. 
Sin embargo Jahangir no se mostró demasiado riguroso para con su hijo, limitándose a alejarlo de la corte, posiblemente el emperador sabía que sus otros hijos distaban de la brillantez de Shah Jahan.

## Gobierno
Shah Jahan fue coronado en febrero de 1628, con el apoyo de su suegro Asaf Khan, quien mantuvo a raya las aspiraciones de su propia hermana y emperatriz viuda Nur Jahan.
Durante su reinado se produjo un cierto retorno a la ortodoxia musulmana, incluso prohibió que se levantaran o restauraran templos hindúes de acuerdo a la Sharia, florecieron las sectas sufies y los festivales musulmanes se convirtieron en los eventos más importantes de la corte; dos veces por año la corte pagaba peregrinaciones a La Meca.
En 1629 aplastó la última revuelta de los nobles afganos, liderada por Khan Jahan Lodi gobernador de Malwa, y aunque ésta no logró conmover los cimientos del poder imperial, la frontera del Deccan continuaría siendo conflictiva y el emperador volvería allí reiteradamente para lograr la sumisión de los sultanatos de Bijapur y Golconda.
Luego se dedicó a asegurar otras fronteras internas del imperio. El caso del pequeño reino rajput de Baglana es un ejemplo de la política imperial; puerta del Deccan, pagaba tributo a los mogoles, pero él lo anexó completamente y en este caso su Raja se convirtió al islamismo, algo absolutamente inusual hasta entonces. En territorios del Sind estableció un mayor control sobre la diversidad de tribus. Después se ocupó de los rajputs Bundela de Orchha; pagaban tributo desde la época de Akbar, con Jahangir fueron importantes nobles del imperio; el nuevo heredero de Orchha subió al trono contemporáneamente con Shah Jahan y se distanció de él por las presiones religiosas imperiales.  Shah Jahan asoló la ciudad, obtuvo un enorme tesoro y los Bundela se sometieron. Pero después, y sin permiso imperial, los Bundela atacaron Gond; Shah Jahan invadió Orchha nuevamente en 1635 y eligió el mismo un nuevo Raja. Continuó la campaña y ocupó Chanda, el fuerte de los Gond, imponiendo un mayor control mogol en toda esta frontera sur.
En 1632 expulsó a los portugueses de Hugli, Bengala, porque los acusaban de piratería, con lo que los lusitanos desaparecieron de la provincia, pero fueron sin embargo reemplazados por franceses e ingleses, pues los europeos dominaban el comercio marítimo de larga distancia.
En el Deccan enfrentó finalmente a los estados musulmanes subsistentes: Bijapur, que era territorio habitado por marathas y con gobierno musulmán y Golconda, otro Sultanato, era el gran productor de diamantes y que ocupaba aproximadamente el mismo territorio cuya capital será Hyderabad; ambos accedieron en 1636 a que la moneda y la oración del viernes fueran dedicadas a Shah Jahan y a pagar un ingente tributo anual. 
Hacia 1640 el emperador decidió recuperar Samarcanda y Bukara, tierra de sus antepasados timuridas, de los uzbekos, cuando una guerra civil entre ellos le dio la oportunidad. Sin embargo a la larga la campaña se mostró un fracaso y la única ganancia concreta fue un cierto dominio sobre la provincia sur de Balkh, dejando las ciudades del antepasado Tamerlan en manos uzbekas.
Otro fracaso fue la reconquista de Qandahar de manos persas; Shah Jahan la obtuvo en 1638 pero los safávidas la reconquistaron en 1648 y a pesar de tres campañas posteriores permaneció en sus manos, con las consiguientes pérdidas para el ejército mogol.
A los pies del Himalaya conquistó Srinagar y Garhwal, ambos reinos rajputs; también en el bajo Tíbet, Baltistan, un reino musulmán, debió aceptar que la oración se leyera a nombre de Shah Jahan.
En el Brahmaputra los principados de Kuch Behar y Kamrup vigilaban la frontera noreste, pero el último se alió a los assanos Ahom, lo que llevó a una guerra en contra los últimos. Culminaría con el reconocimiento de la independencia de Assam-Birmania.
El imperio parecía estabilizado hacia 1647, es verdad que había habido hambrunas en 1630/1 y que los gastos en administración, ejército y corte eran enormes, pero el sistema de recaudación resistía y se decía que la riqueza en metales y piedras preciosas del Emperador era la mayor del mundo. Por otra parte es cierto que se descuidaron las ciencias aplicadas y que el armamento del ejército no se renovó.
Respecto de la nobleza durante su gobierno, parecen haber tenido mayor influencia la musulmana, ya sea de orígenes turcos, afganos, turanios –centro de Asia- o persas, respecto de la hindú, representada por los grandes Maharajás de Jaipur -aún Amber-, Mewar, Jodhpur –aún Marwar-, y Gaur. Se sumaron entonces a la corte algunos nobles de rango menor de origen Deccaní: musulmanes y marathas.  Por otra parte se nota cierto relajamiento en la disciplina y la visión endiosada del emperador por parte de estos grupos poderosos; la misma adhesión al islam tradicional impedía el endiosamiento del Emperador.
Durante sus últimos años se fueron formando entre la nobleza dos partidos, el liberal a la cabeza su primogénito Dara Shikoh y el conservador dirigido por su tercer hijo, Aurengzeb.  Las simpatías del primero para con la religión hindú, que decía monoteísta,  no le ganó a Dara el favor de la musulmana; por otra parte era un pésimo guerrero.
Aurangzeb no tenía buena relación con su padre y cuando fue enviado a luchar nuevamente al Deccan dispuesto a incorporar Golconda al Imperio, recriminó a su padre por la falta de apoyo y se distanciaron inevitablemente. Posiblemente el último acto soberano de Sha Jahan fue ordenar a Aurangzeb volver a Delhi.
En 1657 Shah Jahan enfermó y comenzó la guerra de sucesión entre los hermanos Aurangzeb, Muhammad Shuja, Murad Bakhsh y Dara Shikoh, este último acusado popularmente de dominar a su padre. Los otros dos hermanos fueron descartados en la lucha.  Finalmente Aurangzeb, experimentado general en la guerra del Deccan, avanzó hacia Agra en 1658, donde tomó prisionero a Shah Jahan y se coronó.
Sha Jahan terminó su vida preso en Agra junto a su hija favorita Jahanara Begum.

## Contribuciones a la arquitectura
Shah Jahan dejó un gran legado de estructuras construidas durante su reinado. Fue uno de los más grandes patrocinadores de la arquitectura mogol. Su edificio más famoso fue el Taj Mahal, que construyó con amor para su esposa, la emperatriz Mumtaz Mahal.
Su estructura fue dibujada con sumo cuidado y para ello se convocó a arquitectos de todo el mundo. El edificio tardó veinte años en completarse y se construyó con mármol blanco con una base de ladrillo. A su muerte, su hijo Aurangzeb lo hizo enterrar junto a Mumtaz Mahal. Entre sus otras construcciones se encuentran el Fuerte Rojo también llamado «Fuerte de Delhi» o «Lal Qila» en Urdu, grandes secciones del Fuerte de Agra, el  Jama Masjid, la Mezquita de Wazir Khan, el  Moti Masjid, los  Jardines de Shalimar, secciones del Fuerte de Lahore , la  Mezquita de Mahabat Khan en Peshawar, el Mini Qutub Minar en Hastsal, el mausoleo de Jahangir, la tumba de su padre, cuya construcción fue supervisada por su madrastra Nur Jahan y la Mezquita Shahjahan. También hizo el Trono del Pavo Real, Takht e Taus, para celebrar su gobierno. Shah Jahan también colocó versos profundos del Corán en sus obras maestras de arquitectura. [cita requerida]
La Mezquita Shah Jahan en Thatta, provincia de Sindh en Pakistán (a 100 km de Karachi) fue construida durante el reinado de Shah Jahan en 1647. La mezquita está construida con ladrillos rojos con azulejos de esmalte de color azul probablemente importados de otra ciudad de Sindh de Haala. La mezquita tiene un total de 93 cúpulas y es la mezquita más grande del mundo con tal cantidad de cúpulas. Ha sido construido teniendo en cuenta la acústica. Una persona que habla dentro de un extremo de la cúpula se puede escuchar en el otro extremo cuando el habla supera los 100 decibelios. Ha estado en la lista provisional del Patrimonio Mundial de la UNESCO desde 1993.

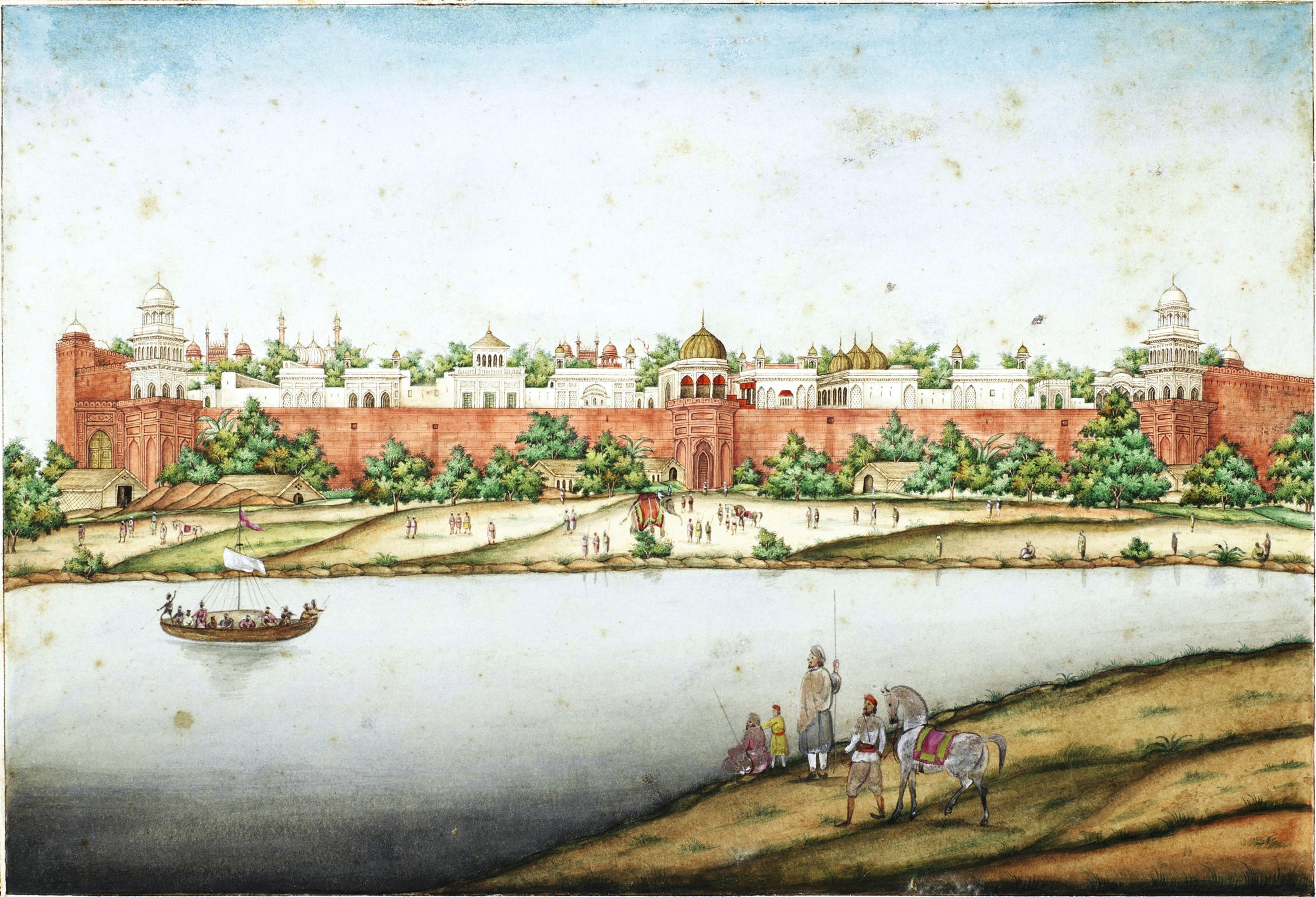
Fuerte rojo de Delhi
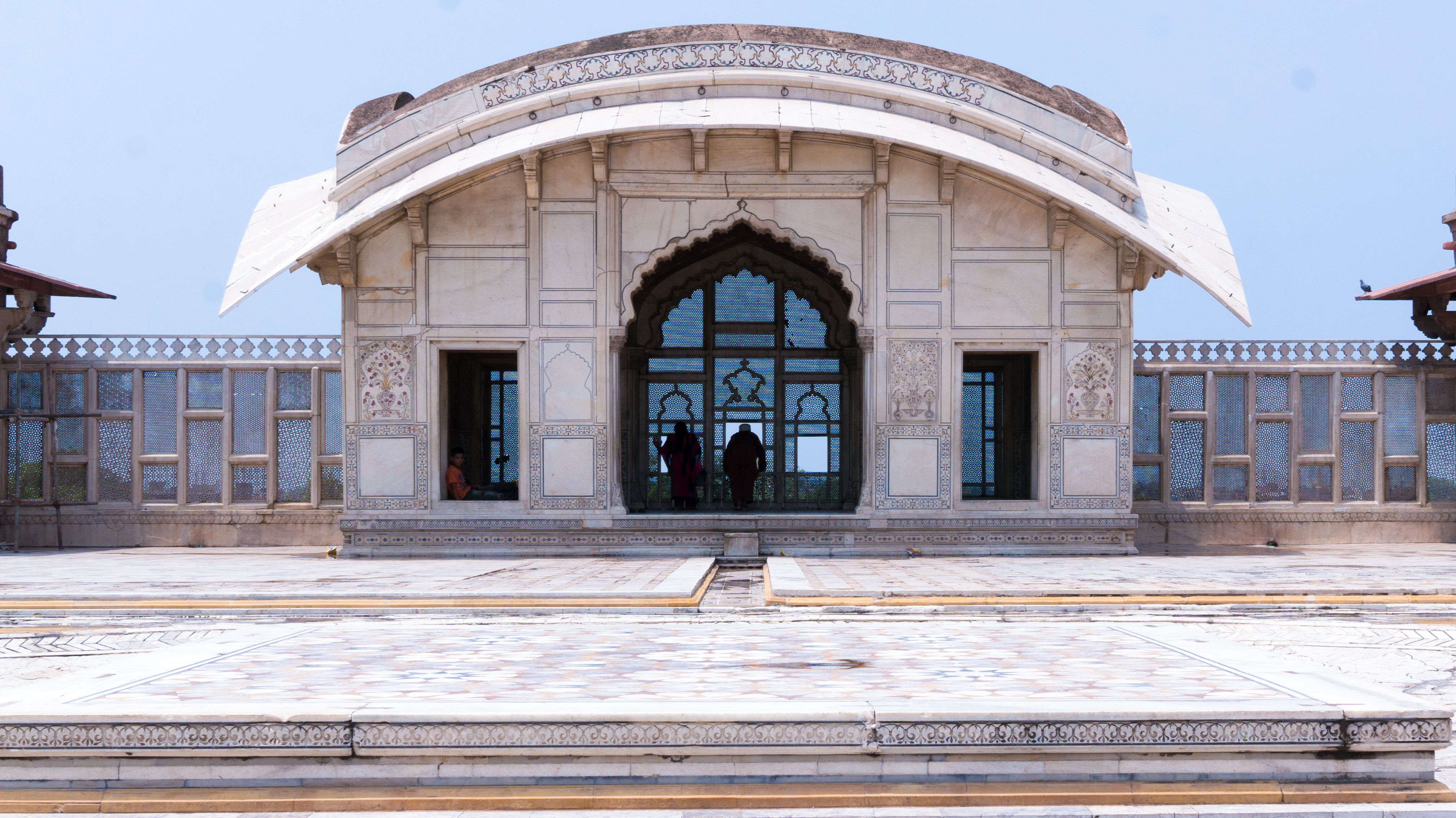
El elegante Pabellón Naulakha en el Fuerte de Lahore fue construido durante el reinado de Shah Jahan.
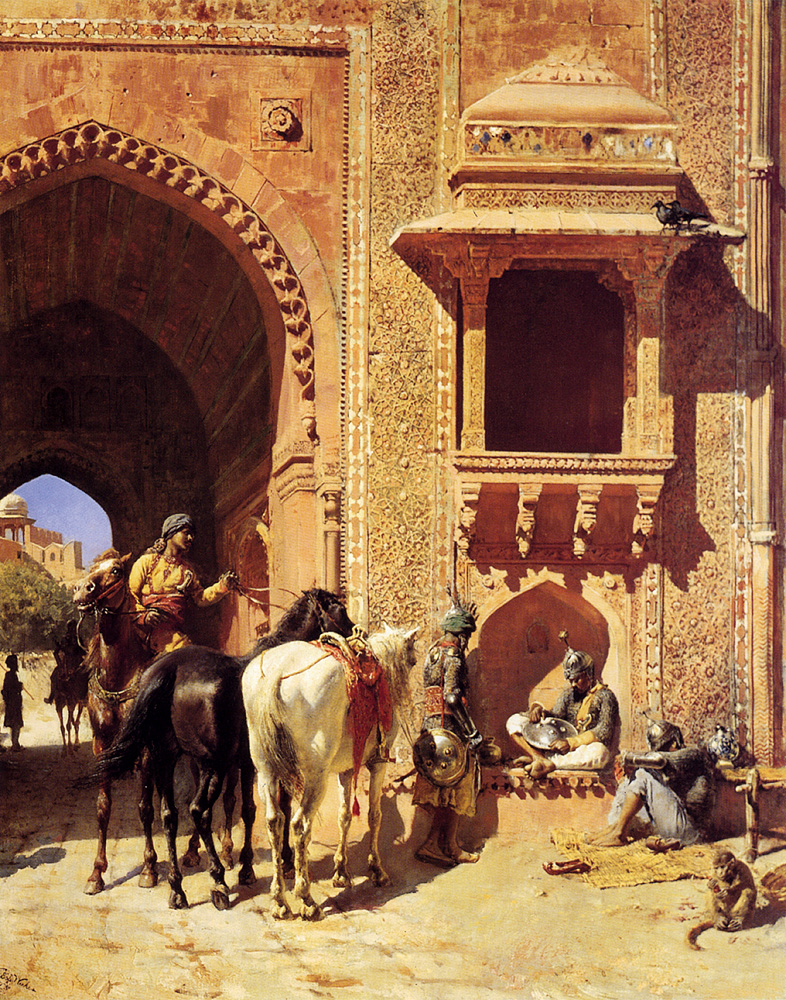
Fuerte de Agra
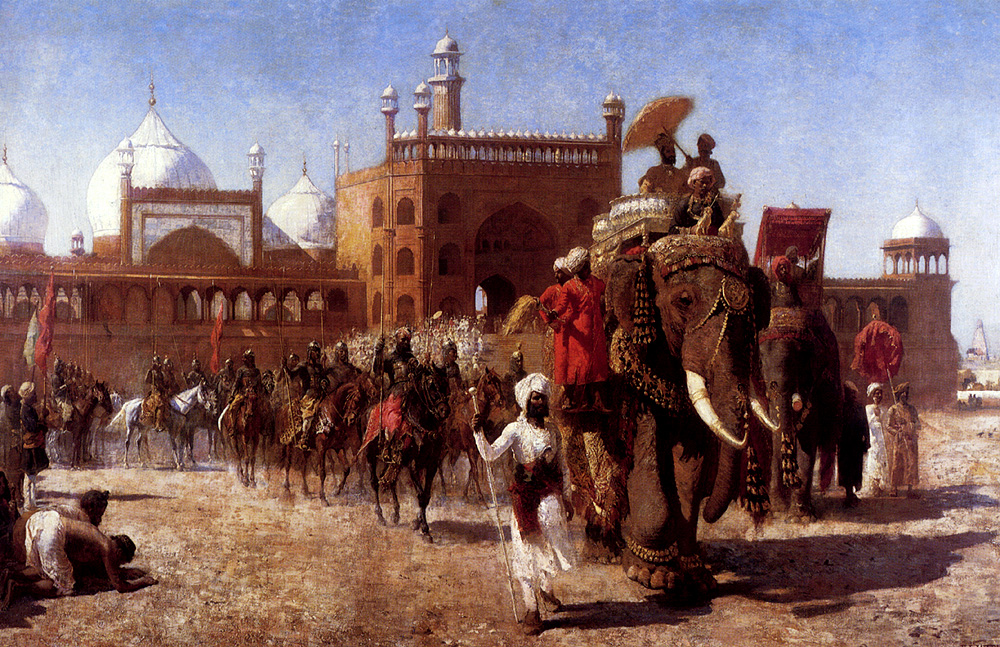
Shah Jahan y el ejército mogol regresan después de asistir a una reuniónión en Jama Masjid.
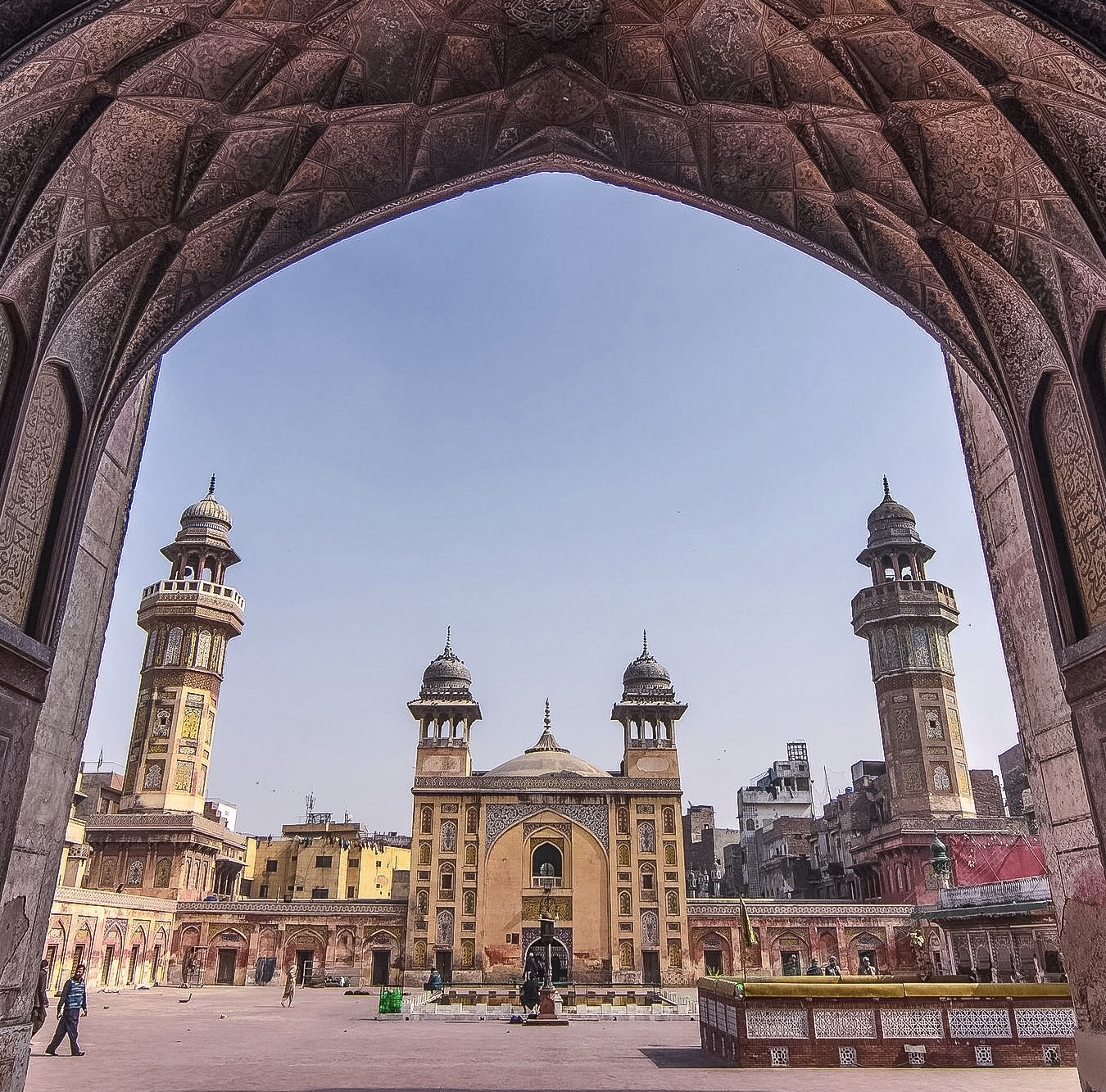
La Mezquita de Wazir Khan de Lahore se considera la mezquita más ornamentada de la era mogol.
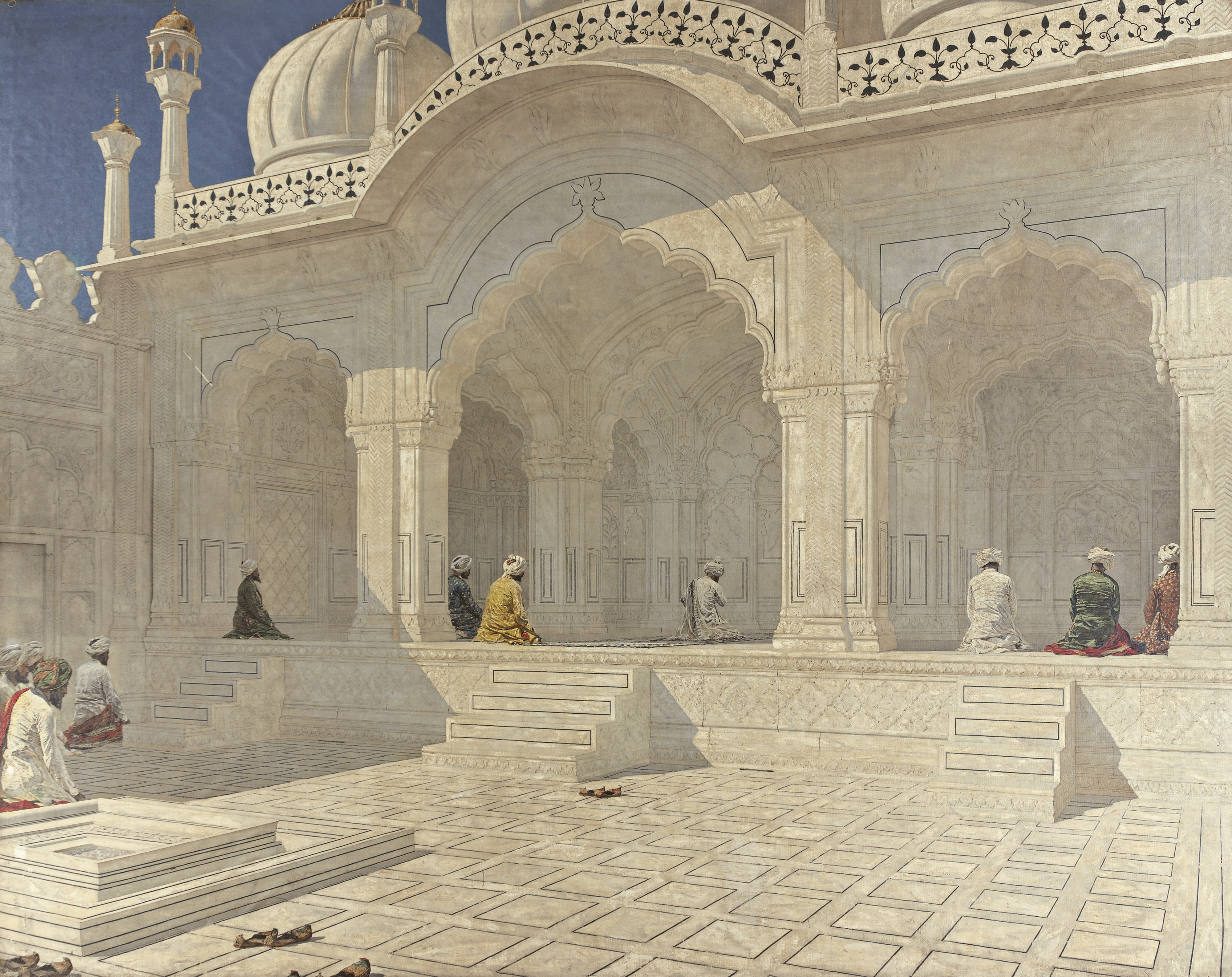
Moti Masjid en el Fuerte rojo de Delhi
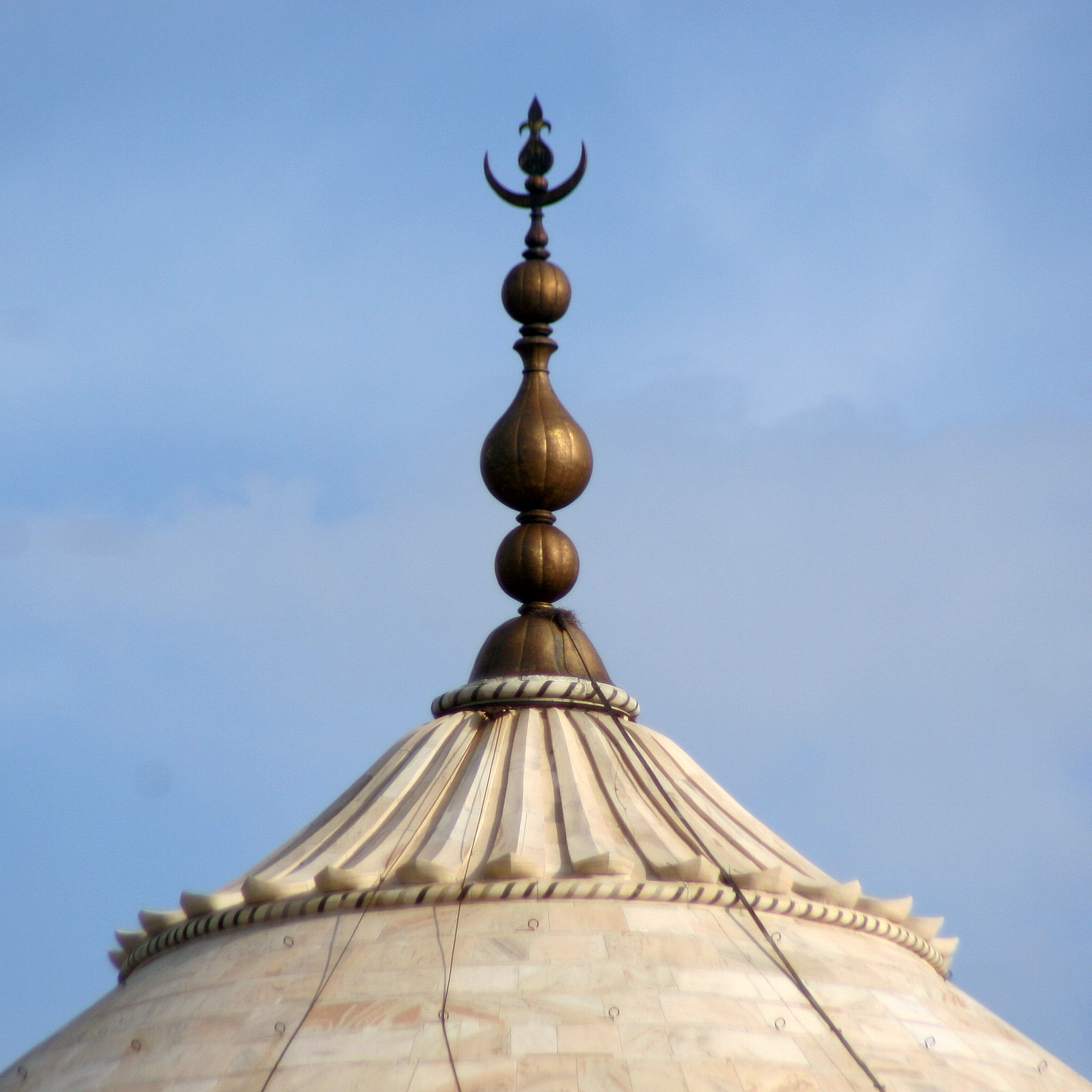
Finial, Tamga del Imperio Mughal (combinando una media luna y un colgante de lanza con la palabra Allah).